# Абакус (архитектура)
Абакус је архитектонски израз за равну плочу која завршава капител класичног стуба и на коју належе архитрав.Улога абакуса је да створи већу површину за архитрав или лук који треба да носи. Плоча је најчешће квадратног облика. На јонском и дорском стубу има вертикалне бочне стране и оштре углове, а код коринтског углови су тупи, а бочне стране косе. Постоји у разноврсним облицима и у византијском, романском и готском стилу.

## Галерија
- Примери
- абакуса
- у
- Француској